# Бондаренко, Александр Викторович (учёный)
Бондаренко, Александр Викторович (род. 1953, Москва) — советский и российский учёный в области информатики и автоматического управления, доктор технических наук (2010), заместитель заведующего кафедрой информационных и управляющих систем МФТИ на базе ГосНИИАС, лауреат Государственной премии РФ (2002).

## Биография
Уроженец г. Москвы. Увлечение естественными науками и математикой привели его в МФТИ (закончил в 1976 году по специальности «Системы автоматизированного управления» с квалификацией «инженер-физик»), а позже — позвали продолжать научные исследования здесь же в аспирантуре (окончил в 1979). Ещё в бытность студентом А. В. Бондаренко начал сотрудничать с ГосНИИАС (с 1975 года был оформлен техником).
В 1980 г. защитил диссертацию на звание кандидата физико-математических наук и в том же году стал штатным сотрудником ГосНИИАС. Прошёл путь от младшего научного сотрудника, с.н.с., начальника сектора и начальника лаборатории до начальника отделения.
В 1985 г. ему присвоено учёное звание старшего научного сотрудника, в 1995 — доцента, в 2006 — учёное звание профессора. При этом диссертацию на звание доктора физико-математических наук (спец. 05.13.11) по теме «Программные технологии распределённых автоматизированных информационных систем» он защитил в ИПМ им. М. В. Келдыша в 2009 г. (утверждена в 2010), заслуженный профессор МФТИ (2011),.

## Научные интересы и достижения
Область научных интересов Александра Викторовича — автоматические и полуавтоматические системы управления. Внёс значительный вклад в разработку и совершенствование современных больших распределённых информационных систем различного назначения.
Его преподавательская деятельность связана с базовой кафедрой управляющих и информационных систем МФТИ в ГосНИИАС, где он читает курс «Современные информационные технологии», выполняет обязанности Председателя Государственной экзаменационной комиссии и заместителя заведующего кафедрой (зав. кафедрой — акад. Е. А. Федосов)

## Награды и звания
- Государственная премия Российской Федерации (2002)
- Заслуженный профессор МФТИ[2]